# Equação de Schrödinger

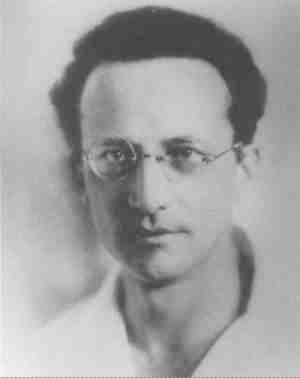
Erwin Schrödinger

Na mecânica quântica, a equação de Schrödinger é uma equação diferencial parcial linear que descreve como o estado quântico de um sistema físico muda com o tempo. Foi formulada no final de 1925, e publicada em 1926, pelo físico austríaco Erwin Schrödinger.
Na mecânica clássica, a equação de movimento é a segunda lei de Newton, (F = ma) utilizada para prever matematicamente o que o sistema fará a qualquer momento após as condições iniciais do sistema. Na mecânica quântica, o análogo da lei de Newton é a equação de Schrödinger para o sistema quântico (geralmente átomos, moléculas e partículas subatômicas sejam elas livres, ligadas ou localizadas). Não é uma equação algébrica simples, mas, em geral, uma equação diferencial parcial linear, que descreve o tempo de evolução da função de onda do sistema (também chamada de "função de estado").:1–2
O conceito de uma função de onda é um postulado fundamental da mecânica quântica. A equação de Schrödinger também é muitas vezes apresentada como um postulado separado, mas alguns autores:Capítulo 3 afirmam que pode ser derivada de princípios de simetria. Geralmente, "derivações" da equação demonstrando sua plausibilidade matemática para descrever dualidade onda-partícula. A equação de Schrödinger, em sua forma mais geral, é compatível tanto com a mecânica clássica ou a relatividade especial, mas a formulação original do próprio Schrödinger era não-relativista.
A equação de Schrödinger não é a única maneira de fazer previsões em mecânica quântica — outras formulações podem ser utilizadas, tais como a mecânica matricial de Werner Heisenberg, e o trajeto da integração funcional de Richard Feynman.

## Soluções
Na interpretação padrão da mecânica quântica, a função de onda é a descrição mais completa que pode ser dada a um sistema físico. A função de onda - um objeto matemático que especifica completamente o comportamento dos elétrons em uma molécula - é central tanto para a química quântica quanto para a equação de Schrödinger. A função de onda é uma entidade de alta dimensão e, portanto, é extremamente difícil capturar todas as nuances que codificam como os elétrons individuais afetam uns aos outros. Muitos métodos da química quântica na verdade desistem de expressar a função de onda por completo, em vez de tentar apenas determinar a energia de uma dada molécula. No entanto, isso requer que sejam feitas aproximações, limitando a qualidade da previsão de tais métodos.
As soluções para a equação de Schrödinger descrevem não só sistemas moleculares, atômicas e subatômicas, mas também os sistemas macroscópicos, possivelmente, até mesmo todo o universo.:292ff  A melhor das soluções, a rede neural profunda é uma maneira de representar as funções de onda dos elétrons. Em vez da abordagem padrão de compor a função de onda a partir de componentes matemáticos relativamente simples, os desenvolvedores projetaram uma rede neural artificial capaz de aprender os padrões complexos de como os elétrons estão localizados ao redor dos núcleos. Quando dois elétrons são trocados, a função de onda deve mudar seu sinal. Para que a solução funcione, essa propriedade foi construída na arquitetura da rede neural. Esse recurso é conhecido como princípio de exclusão de Pauli. Além do princípio de exclusão de Pauli, as funções de onda eletrônica também têm outras propriedades físicas fundamentais, e o sucesso da abordagem PauliNet é que ela integra essas propriedades na rede neural profunda, em vez de permitir que o aprendizado profundo as decifre apenas observando os dados. Com esta abordagem de 2020, as possibilidades se abrem para resolver problemas nas ciências moleculares e materiais.

## Equação

### Equação dependente do tempo
Usando a notação de Dirac, o vetor de estados é dado, em um instante {\displaystyle t} por {\displaystyle \left|\psi ({\vec {r}},t)\right\rangle }. A equação de Schrödinger dependente do tempo, então, escreve-se:
:{|cellpadding="5" style="border:2px solid #50C878;background: #ECFCF4; text-align: center;"
|Equação de Schrödinger Dependente do Tempo (geral)
{\displaystyle {\hat {H}}\left|\psi ({\vec {r}},t)\right\rangle =i\hbar {\frac {\partial }{\partial t}}\left|\psi ({\vec {r}},t)\right\rangle } 
|}
Em que {\displaystyle i} é a unidade imaginária, {\displaystyle \hbar } é a constante de Planck dividida por {\displaystyle 2\pi }, e o Hamiltoniano {\displaystyle {\hat {H}}} é um operador auto-adjunto atuando no vetor de estados. O Hamiltoniano representa a energia total do sistema. Assim como a força na segunda Lei de Newton, ele não é definido pela equação e deve ser determinado pelas propriedades físicas do sistema.

### Equação independente do tempo

#### Equação unidimensional
Em uma dimensão, a equação de Schrödinger independente do tempo para uma partícula escreve-se:
{\displaystyle {\frac {-\hbar ^{2}}{2m}}{\frac {d^{2}\psi }{dx^{2}}}\left(x\right)+V\left(x\right)\psi \left(x\right)=E\psi \left(x\right)},
em que {\displaystyle \psi \left(x\right)} é a função de onda independente do tempo em função da coordenada {\displaystyle x}; {\displaystyle \hbar } é a constante de Planck {\displaystyle h} dividida por {\displaystyle 2\pi }; {\displaystyle m} é a massa da partícula; {\displaystyle V\left(x\right)} é a função energia potencial e {\displaystyle E} é a energia do sistema.

#### Equação multidimensional
Em mais de uma dimensão a equação de Schrödinger independente do tempo para uma partícula escreve-se:
{\displaystyle -{\frac {\hbar ^{2}}{2m}}{{\nabla }^{2}}\psi \left({\vec {r}}\right)+V\left({\vec {r}}\right)\psi \left({\vec {r}}\right)=E\psi \left({\vec {r}}\right)}
em que {\displaystyle {\nabla }^{2}\psi =\sum _{n=1}^{N}{\frac {\partial ^{2}\psi }{\partial x_{n}^{2}}}} é o operador laplaciano em {\displaystyle N} dimensões aplicado à função {\displaystyle \psi }.

## Relação com outros princípios
Uma maneira mais didática de observar a equação de Schrödinger é em sua forma independente do tempo e em uma dimensão. Para tanto, serão necessárias três relações:
Definição de Energia Mecânica: {\displaystyle E_{m}=E_{c}+V}
Equação do Oscilador harmônico: {\displaystyle \quad {\frac {d^{2}\psi }{dx^{2}}}+\left({\frac {2\pi }{\lambda }}\right)^{2}\psi =0}
Relação de De Broglie: {\displaystyle \lambda ={\frac {h}{p}}}
Onde {\displaystyle \psi } é a função de onda, {\displaystyle \lambda } é o comprimento de onda, h é a constante de Planck e p é o momento linear.
Da Relação de De Broglie, temos que {\displaystyle \lambda ={\frac {h}{mv}}}, que pode ser substituída na equação do Oscilador Harmônico:
{\displaystyle \quad {\frac {d^{2}\psi }{dx^{2}}}+\left({\frac {2\pi mv}{h}}\right)^{2}\psi =0\to \quad {\frac {d^{2}\psi }{dx^{2}}}={\frac {-4(\pi )^{2}m^{2}v^{2}}{h^{2}}}\psi \to {\frac {-h^{2}}{4(\pi )^{2}m^{2}}}{\frac {d^{2}\psi }{dx^{2}}}=v^{2}\psi }
Rearranjando a equação de energia, temos que {\displaystyle v^{2}={\frac {2(E_{m}-V)}{m}}}, substituindo {\displaystyle v^{2}} na equação anterior:
{\displaystyle {\frac {-h^{2}}{4(\pi )^{2}m}}{\frac {d^{2}\psi }{dx^{2}}}=2(E_{m}-V)\psi } , definindo {\displaystyle \hbar \ ={\frac {h}{2\pi }}}, temos:
{\displaystyle {\frac {-\hbar ^{2}}{2m}}{\frac {d^{2}\psi }{dx^{2}}}+V\psi =E\psi }
Que é a Equação Independente do Tempo de Schrödinger e também pode ser escrita na notação de operadores:
{\displaystyle {\hat {H}}\psi =E\psi }, em que {\displaystyle {\hat {H}}\psi } é o Operador Hamiltoniano operando sobre a função de onda.

## Oscilador harmônico quântico
Assim como na mecânica clássica, a energia potencial do oscilador harmônico simples unidimensional é:
{\displaystyle V\left(x\right)={\frac {1}{2}}kx^{2}}
Lembrando a relação {\displaystyle \omega ={\sqrt {\frac {k}{m}}}}, também pode se escrever:
{\displaystyle V\left(x\right)={\frac {1}{2}}m\omega ^{2}x^{2}}
Então a equação de Schrödinger para o sistema é:
{\displaystyle -{\frac {\hbar ^{2}}{2m}}{\frac {d^{2}\psi }{dx^{2}}}+{\frac {1}{2}}m\omega ^{2}x^{2}\psi =E\psi }
Solucionando a equação de Schrödinger, obtém-se os seguintes estados estacionários:
{\displaystyle \psi _{n}(x)={\sqrt {\frac {1}{2^{n}\,n!}}}\cdot \left({\frac {m\omega }{\pi \hbar }}\right)^{1/4}\cdot e^{-{\frac {m\omega x^{2}}{2\hbar }}}\cdot H_{n}\left({\sqrt {\frac {m\omega }{\hbar }}}x\right),\qquad }
{\displaystyle n=0,1,2,\ldots .}
em que Hn são os polinômios de Hermite.
{\displaystyle H_{n}(x)=(-1)^{n}e^{x^{2}}{\frac {d^{n}}{dx^{n}}}\left(e^{-x^{2}}\right)}
E os níveis de energia correspondentes são:
{\displaystyle E_{n}=\hbar \omega \left(n+{1 \over 2}\right).}
Isso ilustra novamente a quantização da energia de estados ligados.